# Fuji Rabbit

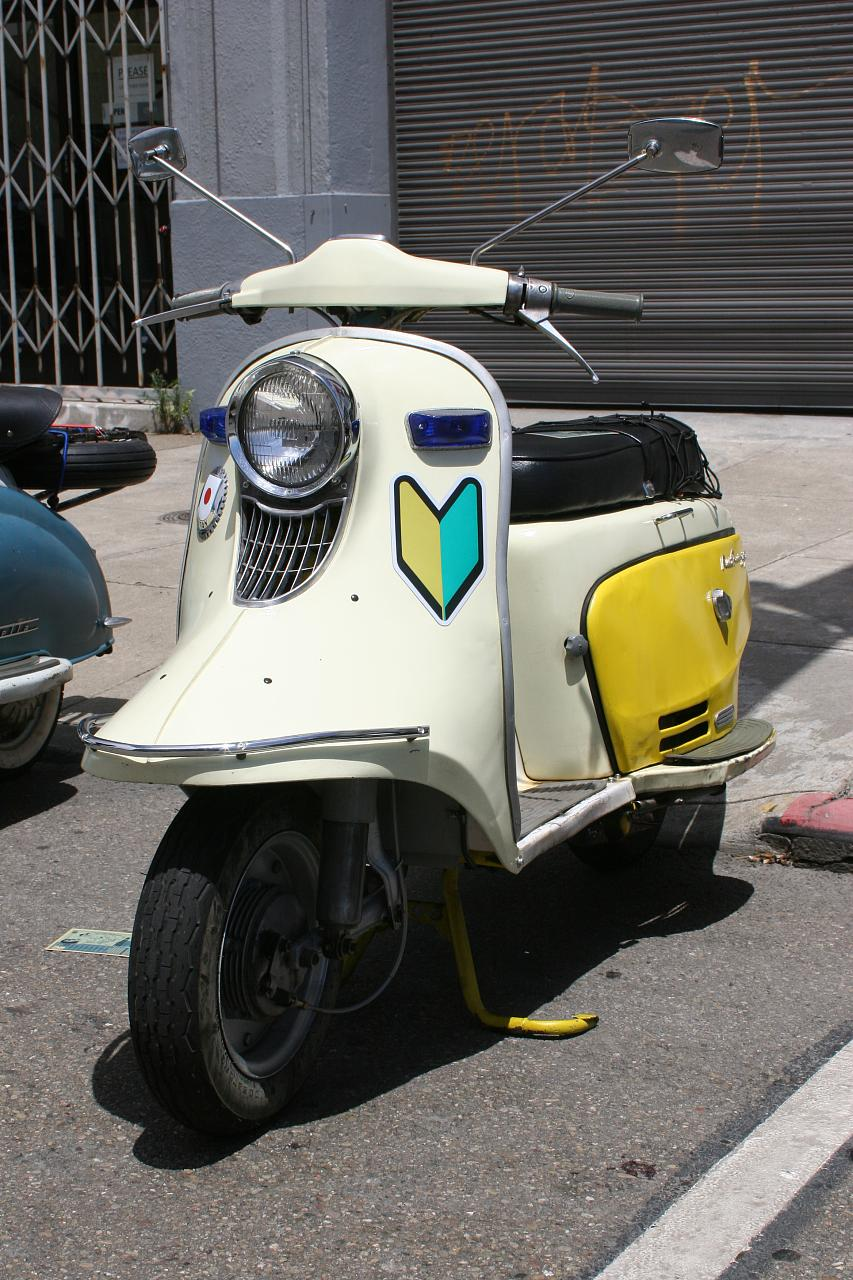
Fuji Rabit 150 cc.

Fuji Rabbit fue un modelo de motocicleta scooter producida por la empresa japonesa Fuji Heavy Industries entre 1946 y 1968.

## Historia
Los orígenes de este scooter, se remontan a la disolución de la Compañía Aeronáutica Nakajima, fabricante japonés de aviones militares en el periodo de entreguerras y durante la Segunda Guerra Mundial, que como país miembro de las fuerzas derrotadas del Eje, los tratados de paz del final de la guerra le prohibían la fabricación de aeronaves. Por lo que Nakajima fue disuelta y reformada como Fuji Sangyo Co., más tarde Fuji Heavy Industries, cuyo principal objetivo era satisfacer la acuciante necesidad de transporte civil en el país.
La producción del primer modelo, la S-1, comenzó en 1946, seis meses antes que la famosa Vespa entrara en producción. En gran parte estuvo inspirada en los scooters usados por los militares estadounidenses durante y después de la Segunda Guerra Mundial. Finalmente el Rabbit se convirtió en uno de los scooters más sofisticados tecnológicamente de su época.

## Características
La Rabbit poseía arranque eléctrico, transmisión automática y suspensión neumática. Fue la primera moto japonesa capaz de alcanzar una velocidad máxima de 97 km/h (60 millas). Su principal competidor fue la Mitsubishi Silver Pigeon, que empezó su producción en la misma época, y posteriormente la Honda Juno, que comenzó a fabricarse en 1954.

## Desarrollo
A medida que la economía japonesa se expandía, la demanda de scooters fue disminuyendo a favor de los pequeños utilitarios de cuatro ruedas, por lo que Fuji diversificó su proceso de fabricación hacia los automóviles en 1958 con la introducción del Subaru 360. El último modelo del Fuji Rabbit se produjo el 29 de junio de 1968.
Aunque este modelo de motocicleta scooter no fue muy conocido fuera de Japón, el Rabbit se ha ganado un importante lugar en la cultura Pop de Japón como símbolo de nostalgia.

## Fuji Rabbit en la ficción
La Fuji Rabbit ha aparecido en diversas series de animación japonesas, como FLCL y Paranoia Agent y es uno de los modelos preferidos por los coleccionistas de motos de Japón.

## Modelos fabricados
S-1, S-12, S-2, ES, S-22, S-31, S-23, S-24, S-25, S-41, S-47, S-48, S-52, S-53, S-55, S-61, S-71, T-75, S-72, S-101, S-82, S-201, S-601, S - 102, S-301, S-402, S-202A, S-302T, S-211.

## Ficha técnica (Modelo Rabbit S-301)
- Año de construcción: 1968
- Unidades producidas: 137.488
- Motor: Fuji
- Cuerpo: Acero
- Chasis: Tubo
- N.º cilindros: 1
- Cilindrada: 125 cc
- Caballos de potencia: 8 cv
- Longitud: 2.120 mm
- Ancho: 750 mm
- Peso: 140 kg.
- N.º plazas: 2
- Velocidad máxima: 97 km/h